# 셰팅한
셰팅한(중국어: 謝庭菡, 병음: Xiè Tínghàn, 한자음: 사정함, 1985년 6월 13일 ~ )은 타이완의 영화 감독이다. 2015년 공포 영화 《귀곡성: 귀신을 부르는 소리》를 연출했다.